# مارابلي هاتشيت
مارابلي هاتشيت هي سمكة موطنها البيرو، يترواح حجمها بين 2 انش أو 5 سم، طعامها الحيوانات. تحتاج درجة حرارة من 75-81 فهرنهايت أو 24-27 مئوية، ودرجة حموضة من 5.5-7.5. السمكة مسالمة، ومستوى سباحتها أعلى الحوض، وتحتاج مستوى عناية متقدم، كما تفرخ بالبيوض. يكون جسمها رشيق مع بطن وزعانف صدرية عميقة. كما يكون الفم مقلوب مثل أسماك السطح. تحب هذه السمكة العيش في مجموعات متكونة من 6 أزواج وأكثر.